# ブランドン・ウェブ
ブランドン・タイラー・ウェブ（Brandon Tyler Webb, 1979年5月9日 - ）は、アメリカ合衆国ケンタッキー州アシュランド出身の元プロ野球選手（投手）。右投右打。
日本語メディアにおいてはブランドン・ウェッブと表記されることもある。
2006年にはナショナルリーグのサイ・ヤング賞を受賞した。

## 経歴

### アマチュア、マイナー時代
幼少期はアトランタ・ブレーブスのファン。リトルリーグでは三塁手をしていたが、高校の野球部では投手に転向する。高校卒業時にはMLB球団からのドラフト指名こそなかったものの、いくつかの大学から奨学生のオファーをもらい、その中からケンタッキー大学を選んで進学する。大学時代のウェブは、90mph台前半（148.8km/h前後）の速球とカーブを投げる速球派投手だった。ある日の試合で上級生が学業成績悪化のためプレイできなくなり、ウェブが代わりに先発登板、そこで好投したためそのまま先発に定着した。2000年、ウェブは18試合112.0イニングで7勝3敗、防御率4.58、123奪三振という成績を残している。このときのチームメイトにはジョー・ブラントンがいる。
同年、MLBドラフト8巡目（全体249位）でアリゾナ・ダイヤモンドバックスから指名され入団。この年にマイナーのA級サウスベンド・シルバーホークスで初めて投球練習した際に、投手コーチのロイヤル・クレイトンから「君の球には物凄く Movement があるんだから、もっとツーシームを投げてみないか?」と言われ、投げてみたところ「自分でもビックリするぐらい」大きく沈む変化を見せたという。ウェブはこれを受けて「自分の投球スタイルを全面的に変えることにした。三振の代わりにゴロを打たせるようにした」と、シンカーボーラーへの変身を決めた。この年は「あまり気乗りしなかった」というリリーフで12登板して終わったが、翌2001年にAdv-A級ランカスターに昇格すると29試合中28試合で先発登板。しかし、投げる本人でさえどこに行くかわからないというツーシームの制球に苦しみ、この年は6勝10敗、防御率3.99、27与死球という成績で終えた。
2002年にAA級エルパソ・ディアブロスに昇格したウェブは、そこでクレイトンとマーク・デイビスの2コーチから指導を受け、ツーシームを会得する。これまで速球はフォーシームとツーシームとを使い分けていたウェブだが、この年からフォーシームをやめてツーシームだけを投げるようにした。エルパソでの26試合で10勝6敗、防御率3.14を記録すると、シーズン途中にAAA級ツーソンへ昇格。翌2003年にツーソンで3試合に登板後、4月にメジャー昇格を果たす。

### 先発ローテーション定着
2003年4月22日、ウェブは敵地でのエクスポズ戦にリリーフ登板し、メジャーデビューを果たす。そして5日後のメッツ戦（ダブルヘッダー第1試合）ではメジャー初先発し、7回無失点でメジャー初勝利を挙げた。試合終了直後にロースター枠の関係でAAA級に戻されたものの、すぐにランディ・ジョンソンが故障して枠に空きができたためメジャーに再昇格し、そのまま定着。この試合以降7月8日のロッキーズ戦まで13試合連続でクオリティ・スタート（QS）を記録する安定感を見せた。これは1973年にスティーブ・ロジャースがメジャー初先発から16試合連続で記録して以来のMLB最長である。シーズン通算では10勝9敗、防御率2.84（リーグ4位）、」172奪三振（同10位）を記録。21QSは新人投手ではMLB最多だった。この活躍が評価され、シーズン終了後の新人王投票では3位に入り、『ベースボール・アメリカ』選出の最優秀新人に選ばれた。
2004年は先発ローテーションに定着し35試合に先発登板したが、チームは51勝111敗で地区最下位に低迷し、ウェブも与四球と暴投の2部門でリーグワースト、また与死球もリーグ6位と制球難に苦しんだ。ウェブによれば、失策を頻発させる野手陣を信頼することができなかったために無理に三振を取りにいき、これが逆に制球を乱すことにつながったという。得点圏被打率.195と肝心なところで踏ん張って失点を防ぎ、QSも20を数えるなど良い部分もあったが、あまり納得がいかないシーズンを送ることになった。それまでほとんどツーシームしか投げていなかったウェブは、2005年にカーブを、2006年にチェンジアップを上達させ、投球フォームも修正する。これにより安定感が増したウェブは、2年間で与四死球・暴投を大きく減らし、成績を向上させる。

### ダイヤモンドバックスのエースへ
ダイヤモンドバックスとウェブは、シーズン開幕前の2006年1月に4年総額1950万ドル（5年目は球団オプション）で契約を延長する。こうして迎えた2006年、ウェブは開幕から8連勝を記録するなど勝ち星を重ねていき、最終的には16勝で最多勝利のタイトルを獲得（他5人とタイ）。ほかにも防御率3.10（リーグ3位）、178奪三振（同10位）、WHIP1.13（同2位）、235.0イニング（同2位）と好成績を残し、シーズン終了後にはサイ・ヤング賞を受賞した。しかし、勝利数が最も重要視される同賞の歴史上、ウェブの16勝は最少だったため、ウェブを「ナショナルリーグ最優秀投手」と考える者は少数派だった。
2007年のウェブは勝利数・防御率・奪三振の3部門全てで前年を上回る成績を記録。また、7月20日のカブス戦で6回裏に2失点してから8月22日のブルワーズ戦で初回表に再び点を取られるまで、42イニング連続無失点を達成した。これは1940年以降のMLBでは歴代5位の記録である。この間、1998年のロジャー・クレメンス以来となる3試合連続完封も記録している。サイ・ヤング賞は投手三冠のジェイク・ピービーに譲り、2年連続の受賞は逃したが、ボブ・メルビン監督は「彼は、シーズンを通して僕らの心の中でサイ・ヤングのような偉大な存在だった」と絶賛した。
2008年も開幕から勝ち星を伸ばしていく。開幕から9連勝、さらに6月28日から8月21日にかけても11試合の先発登板で8連勝を記録するなど、自己最多の22勝を挙げ2度目の最多勝に。サイ・ヤング賞投票では今度はティム・リンスカムに次いで2位となる。2006年からの3年間にわたって年平均34試合先発、232.2イニングをこなし、19勝8敗、防御率3.13、WHIP1.17、QS率68%、3年連続オールスターゲーム選出という実績を積み上げて、リーグ屈指の先発投手となったウェブは、2010年以降の新契約として3年総額5400万ドルという条件でダイヤモンドバックスと合意に達する。しかしこれに対して、ここまでほとんど怪我なく投げ続けてきたウェブの肩の状態を懸念した保険会社が待ったをかけたため、この合意が撤回されていたことが翌2009年になって明らかになる。
この保険会社の悪い予感は、2009年シーズンに現実のものとなった。4月6日の開幕戦を4イニング6失点で降板したウェブは、右肩の違和感から次の登板予定試合を回避。同月12日には15日間の故障者リスト入りとなる。複数の専門家に肩の状態を診てもらうなどシーズン中の復帰の可能性を模索したウェブだったが、結局8月3日に手術を受け、シーズンを棒に振ることとなった。シーズン終了後、ダイヤモンドバックスは年俸850万ドルのオプションを行使してウェブを残留させ、2010年の復活にかけたが、同年もウェブは1年をリハビリに費やし、1試合も登板することなくシーズンを終えた。

### ダイヤモンドバックス退団後
2010年のシーズン終了後にFAとなったウェブは、テキサス・レンジャーズと1年契約を結び移籍した。しかし、1回も登板せずにシーズンを終了。オフにFAになった。
2013年2月4日に現役引退を表明した。

## 選手としての特徴
変化球のシンキング・ファストボールと表記されることもあるほど大きく沈みこむツーシーム・ファストボールを多投した典型的なシンカーボーラーであり、MLBでも屈指のグラウンドボールピッチャーだった。全投球におけるツーシームの割合は全体のおよそ75%、多いときには90%以上に達した。2006年9月9日のカージナルス戦で完封勝利を挙げたときは、全96球中90球がツーシームだった。捕手としてウェブの投球を受けてきたクリス・スナイダーは、このツーシームの軌道を「15フィート（約4.6メートル）くらいの距離から投げられた煉瓦をキャッチしようとするところを想像してみるといい。（それくらい急激に落ちて）視界から消えてしまうんだ」と表現している。球速は84-91mph（約135.2-146.5km/h）とそれほど速くはないが、73-78mph（約117.5-125.5km/h）のカーブや77-81mph（約123.9-130.4km/h）のチェンジアップと組み合わせることで、相手打者のタイミングをずらしていた。マーク・デローサは「彼のシンキング・ファストボールは史上最高だ」と賞賛している。
打者をゴロに打ち取ることが多く、MLB7年間の通算GO/AO（フライアウトとゴロアウトの比率）は2.91、つまりゴロアウトがフライアウトのおよそ3倍であった。さらに、故障で長期欠場した2009年を除く6年間でシーズン平均177奪三振、2007年には194奪三振（リーグ4位）を記録しているように、三振も多く奪った。あまりにも外野に打球が飛ばないため、元チームメイトの外野手であるエリック・バーンズは守備に就いているときのことを「椅子を持ってきて、バーの飲み物を注文して、プールにいる女の子をチェックしたくなるくらい時間があるよ」「いつもこっちに来るフライは1試合に1つくらいなんだ」と語っている。

## 詳細情報

### 年度別投手成績
| 年 度    | 球 団    | 登 板 | 先 発 | 完 投 | 完 封 | 無 四 球 | 勝 利 | 敗 戦 | セ 丨 ブ | ホ 丨 ル ド | 勝 率 | 打 者 | 投 球 回 | 被 安 打 | 被 本 塁 打 | 与 四 球 | 敬 遠 | 与 死 球 | 奪 三 振 | 暴 投 | ボ 丨 ク | 失 点 | 自 責 点 | 防 御 率 | W H I P |
| -------- | -------- | ----- | ----- | ----- | ----- | -------- | ----- | ----- | -------- | ----------- | ----- | ----- | -------- | -------- | ----------- | -------- | ----- | -------- | -------- | ----- | -------- | ----- | -------- | -------- | ------- |
| 2003     | ARI      | 29    | 28    | 1     | 1     | 0        | 10    | 9     | 0        | 0           | .526  | 750   | 180.2    | 140      | 12          | 68       | 4     | 13       | 172      | 9     | 1        | 65    | 57       | 2.84     | 1.15    |
| 2004     | ARI      | 35    | 35    | 1     | 0     | 0        | 7     | 16    | 0        | 0           | .304  | 933   | 208.0    | 194      | 17          | 119      | 11    | 11       | 164      | 17    | 1        | 111   | 83       | 3.59     | 1.51    |
| 2005     | ARI      | 33    | 33    | 1     | 0     | 0        | 14    | 12    | 0        | 0           | .538  | 943   | 229.0    | 229      | 21          | 59       | 4     | 2        | 172      | 14    | 1        | 98    | 90       | 3.54     | 1.26    |
| 2006     | ARI      | 33    | 33    | 5     | 3     | 1        | 16    | 8     | 0        | 0           | .667  | 950   | 235.0    | 216      | 15          | 50       | 4     | 6        | 178      | 5     | 2        | 91    | 81       | 3.10     | 1.13    |
| 2007     | ARI      | 34    | 34    | 4     | 3     | 1        | 18    | 10    | 0        | 0           | .643  | 975   | 236.1    | 209      | 12          | 72       | 6     | 5        | 194      | 3     | 0        | 91    | 79       | 3.01     | 1.19    |
| 2008     | ARI      | 34    | 34    | 3     | 1     | 1        | 22    | 7     | 0        | 0           | .759  | 944   | 226.2    | 206      | 13          | 65       | 5     | 12       | 183      | 8     | 1        | 95    | 83       | 3.30     | 1.20    |
| 2009     | ARI      | 1     | 1     | 0     | 0     | 0        | 0     | 0     | 0        | 0           | ----  | 20    | 4.0      | 6        | 2           | 2        | 0     | 1        | 2        | 0     | 0        | 6     | 6        | 13.50    | 2.00    |
| MLB：7年 | MLB：7年 | 199   | 198   | 15    | 8     | 3        | 87    | 62    | 0        | 0           | .584  | 5515  | 1319.2   | 1200     | 92          | 435      | 34    | 50       | 1065     | 56    | 6        | 557   | 479      | 3.27     | 1.24    |

- 各年度の太字はリーグ最高

### タイトル
- 最多勝利：2回（2006年、2008年）

### 表彰
- サイ・ヤング賞：1回（2006年）
- ピッチャー・オブ・ザ・マンス：1回（2008年4月）

### 記録
- オールスターゲーム選出：3回（2006年 - 2008年）

### 背番号
- 55（2003年 - 2004年）
- 17（2005年 - 2009年）